# یواس‌اس ذات‌الکرسی (ای‌کی-۷۵)
یواس‌اس ذات‌الکرسی (ای‌کی-۷۵) (به انگلیسی: USS Cassiopeia (AK-75)) یک کشتی بود که طول آن ۴۴۱ فوت ۶ اینچ (۱۳۴٫۵۷ متر) بود. این کشتی در سال ۱۹۴۲ ساخته شد.